# 長谷川静香 (アナウンサー)
長谷川 静香（はせがわ しずか、6月18日 - ）は、日本放送協会（NHK）の契約キャスター。

## 来歴
千葉県船橋市出身。
2010年4月からNHK水戸放送局の契約キャスターを務めていた。同局在籍中には、首都圏の総合テレビで放送される『こんにちは いっと6けん』や『ひるまえ ほっと』にも出演していた。
水戸局に5年間在籍した後、2015年4月からNHK宇都宮放送局に勤務。同局在籍中にも、引き続き『ひるまえ ほっと』に出演していた。
2017年3月に宇都宮局との契約を終了し、同年4月から2021年3月30日までNHK BS1『BSニュース』のキャスターを務めていた。それと並行して、2019年4月からは総合テレビ『ニュースウオッチ9』のニュースリーダーとナレーションも担当していた。
2021年4月からはNHKラジオ第1『NHKきょうのニュース』のキャスターを務めている。

## 人物
趣味は料理、ゴルフ、読書、カラオケ。

## 担当番組
- ニュースウオッチ9 - ニュースリーダー、ナレーション（2019年4月 - 2021年3月、2022年4月 - ）[6]
- Nらじ NHKきょうのニュース - ニュースリーダー（2021年4月 - ）[6]

## 過去の担当番組
- ニュースワイド茨城 - 司会（2010年 - 2011年）、「ハングリーハンター」企画担当（2011年 - ）
- こんにちは いっと6けん（2010年 - 2013年）
- ひるまえ ほっと（2013年 - 2016年）
- ときめきとちぎ（2015年 - 2017年）
- BSニュース - キャスター（2017年4月 - 2021年3月30日）